# Codex epistolaris Vitoldi
«Codex epistolaris Vitoldi» — збірник джерел, присвячених великому князю литовському Вітовту. Упорядкований польським істориком Антонієм Прохаскою. Виданий 1882 року в Кракові, в Австрійській імперії. Містить публікації латинських та інших документів, княжих листів XIV—XV ст. Важлива праця для вивчення пізньосередньовічної історії Великого князівства Литовського, Польського королівства, та їхніх сусідів. Використовувався багатьма істориками, в тому числі Михайлом Грушевським під час написання «Історії України». Повна назва — Codex epistolaris Vitoldi magni ducis Lithuaniae 1376—1430.

## Видання
- Codex epistolaris Vitoldi Magni Ducis Lithuaniae 1376-1430. collectus opera Antonii Prochaska （Typis impressorum Collegii Historici Academiae Literarum Cracoviensis [Wydawnictwa Komisyi Historycznej Akademii Umieje̜tności w Krakowie], n. 23. Monumenta Medii Aevi historica res gestas Poloniae illustrantia ; tomus 6）. Cracoviae: Sumptibus Academiae literarum Cracoviensis, 1882.